# 글루콘산
글루콘산(영어: gluconic acid)은 분자식이 C6H12O7이며, 축합 구조식이 HOCH2(CHOH)4COOH인 유기 화합물이다. 글루콘산은 2,3,4,5,6-펜타하이드록시헥산산의 16가지 입체 이성질체 중 하나이다.
중성 pH 수용액에서 글루콘산은 글루코네이트 이온을 형성한다. 글루콘산의 염은 글루코네이트(영어: gluconate)로 알려져 있다. 글루콘산, 글루코네이트염 및 글루코네이트 에스터는 이들 화학종들이 글루코스의 산화로부터 생성되기 때문에 자연계에 널리 존재한다. 일부 약물은 글루코네이트 형태로 주입된다.

## 화학 구조
글루콘산의 화학 구조는 6개의 탄소 사슬로 구성되어 있으며, 5개의 하이드록실기는 사슬형의 글루코스와 동일한 방식으로 위치하며 카복실기로 종결된다. 수용액에서 글루콘산은 고리형 에스터인 글루코노 δ-락톤과 평형 상태로 존재한다.

## 생성
글루콘산의 제법은 1870년에 흘라시베츠(Hlasiwetz)와 하베르만(Habermann)에 의해 처음으로 보고되었으며, 포도당의 화학적 산화를 포함한다. 1880년에 부트루(Boutroux)는 포도당 발효를 사용하여 글루콘산을 제조하고 분리했다.
글루콘산 생산을 위한 현대적인 방법은 발효 또는 귀금속 촉매를 사용하여 포도당(또는 다른 탄수화물을 함유한 기질)의 산화에 의한 변형을 이용하는 것이다.

## 발생 및 용도
글루콘산은 과일, 꿀, 와인에서 자연적으로 생성된다. 식품 첨가물(E574)로 현재는 산도 조절제로 알려져 있다.
글루코네이트 음이온은 Ca2+, Fe2+, Al3+ 및 란타넘족 및 악티늄족을 포함한 기타 금속들을 킬레이트한다. 특히 알칼리성 용액에서 미네랄 침전물을 용해시키는 세정제에도 사용된다.
젤 형태의 글루콘산 칼슘은 플루오린화 수소산으로 인한 화상을 치료하는 데 사용된다. 글루콘산 칼슘 주사는 심부 조직의 괴사를 방지하고 입원 환자의 저칼슘혈증을 치료하기 위해 더 심한 경우에 사용할 수 있다. 글루코네이트는 또한 정맥 내 유체 소생에 사용되는 "플라즈마라이트 a"와 같은 특정 용액에 존재하는 전해질이다. 글루콘산 퀴닌은 글루콘산과 퀴닌의 염으로 말라리아 치료에서 근육 주사에 사용된다.
글루콘산 아연 주사는 수컷 개를 중성화시키는 데 사용된다.
과거에 빈혈을 치료하기 위해 글루콘산 철 주사가 제안되었다.
글루코네이트는 또한 시멘트의 수화 반응을 늦추고 시멘트의 응결 시간을 지연시키는 콘크리트 혼화제(지연제)로 건축 및 건설에 사용된다. 이것은 콘크리트를 깔 때 걸리는 시간을 더 오래 걸리도록 하거나 시멘트의 수화열을 더 오랜 시간에 걸쳐 분산시켜 너무 높은 온도와 그로 인한 균열을 방지한다. 지연제는 기온이 높을 때 또는 크고 두꺼운 콘크리트 슬래브를 연속적으로 그리고 충분히 잘 혼합된 층으로 주조하기 위해 콘크리트에 혼합한다.
글루콘산 수용액은 유기 합성의 매개체로 활용된다.

## 같이 보기
- 우론산
- 글루쿠론산
- 아이소사카린산